# 軍事歷史學
軍事歷史學是歷史學的一個分支，同時也是軍事學的一個分支。軍事歷史學是指以軍事史作參考，對現時的情況實行適當的軍事部署，這有助避免在軍事史上犯過的錯誤。同時，軍事歷史學可以軍事史作依歸，訂下未來軍事上的發展方向。